# Shagrath
Shagrath, właśc. Stian Tomt Thoresen (ur. 18 listopada 1976 w Jessheim) – jeden z założycieli norweskiego zespołu black metalowego Dimmu Borgir, w którym występuje do dzisiaj. Na początku istnienia zespołu Shagrath grał w zespole na perkusji (na albumie For All Tid), a później także na gitarze. Obecnie jest wokalistą. Pseudonim Shagrath zaczerpnął z powieści Władca Pierścieni J.R.R Tolkiena.

## Dyskografia
- Fimbulwinter – Servants of Sorcery (1994)
- Ragnarok – Arising Realm (1997)
- Astarte – Sirens (2004, gościnnie śpiew w utworze „The Ring of Sorrow”)
- Diaz – Velkommen Hjem Andres (2004, gościnnie śpiew w utworze „Mitt Terningkast”)
- Kamelot – The Black Halo (2005, gościnnie śpiew w utworach „March of Mephisto” i „Memento Mori”)
- Destruction – Inventor of Evil (2005, gościnnie śpiew w utworze „The Alliance of Hellhoundz”)
- Susperia – Attitude (2009, gościnnie w utworze „Character Flaw”)